# Campeonato Sudamericano de Football 1925
Il Campeonato Sudamericano de Football 1925 fu la nona edizione della Coppa America di calcio. Fu organizzato dall'Argentina dal 29 novembre al 25 dicembre 1925.

## Città e stadi
Due furono gli stadi che ospitarono le gare, ambedue a Buenos Aires:
| Città        | Stadio                          |
| ------------ | ------------------------------- |
| Buenos Aires | Estadio Ministro Brin y Senguel |
| Buenos Aires | Estadio Sportivo Barracas       |

## Nazionali partecipanti
Il torneo fu disputato da appena tre nazionali (minimo storico).
| N° | Nazione   | Iscrizione CONMEBOL | Note                                                                                       |
| -- | --------- | ------------------- | ------------------------------------------------------------------------------------------ |
| 1  | Argentina | 1916                | Nazione ospitante                                                                          |
| 2  | Brasile   | 1916                |                                                                                            |
| 3  | Cile      | 1916                | Rinuncia a seguito della scarsa prestazione nella Coppa America 1924                       |
| 4  | Uruguay   | 1916                | Detentore Coppa America 1924; rinuncia per forti tensioni interne alla propria federazione |
| 5  | Paraguay  | 1921                |                                                                                            |
| 6  | Perù      | 1925                | Rinuncia                                                                                   |

## Formula
Per rendere più lungo il torneo (che altrimenti si sarebbe concluso dopo appena 3 partite) fu disposto che le squadre si affrontassero in un doppio girone all'italiana con gare di andata e ritorno. Ovviamente la posta in palio era di 2 punti per la vittoria, 1 punto per il pareggio e 0 punti per la sconfitta. La prima classificata avrebbe vinto il titolo.

## Riassunto del torneo
Senza i campioni uscenti uruguaiani, e potendo contare sul fattore campo, l'Argentina era la favorita.
I biancocelesti confermarono i pronostici: trascinati dalle reti di Manuel Seoane (capocannoniere del torneo con 6 gol) e difesi in porta dal celebre Américo Tesoriere, sconfissero una volta il Brasile e in entrambe le partite il Paraguay.
Grazie al vantaggio sulla Seleção, l'Argentina poté permettersi il lusso di pareggiare (2-2) nell'ultimo scontro con i brasiliani (anch'essi vittoriosi in entrambi i confronti con il Paraguay), disputato il giorno di Natale, vincendo il titolo per la seconda volta.

## Risultati
| Arbitro: | Vallarino |

|                       |           |  |
| Seoane 2’ Sánchez 72’ | Marcatori |  |

| Arbitro: | Repossi |

|                                                    |           |               |
| Filó 16’ Friedenreich 18’ Lagarto 30’ 52’ Nilo 72’ | Marcatori | 25’ 55’ Rivas |

| Arbitro: | Chaparro |

|                                 |           |          |
| Seoane 41’ 48’ 74’ Garasini 72’ | Marcatori | 22’ Nilo |

| Arbitro: | Repossi |

|            |           |                          |
| Fretes 58’ | Marcatori | 30’ Nilo 57’ 61’ Lagarto |

| Arbitro: | Leite |

|                    |           |                                       |
| Fleitas Solich 15’ | Marcatori | 22’ Tarasconi 32’ Seoane 63’ Irurieta |

| Arbitro: | Chaparro |

|                           |           |                         |
| Friedenreich 27’ Nilo 30’ | Marcatori | 41’ Cerrotti 55’ Seoane |

## Classifica finale
| Pos. | Squadra   | Pt | G | V | N | P | GF | GS | DR |
| ---- | --------- | -- | - | - | - | - | -- | -- | -- |
| 1.   | Argentina | 7  | 4 | 3 | 1 | 0 | 11 | 4  | +7 |
| 2.   | Brasile   | 5  | 4 | 2 | 1 | 1 | 11 | 9  | +2 |
| 3.   | Paraguay  | 0  | 4 | 0 | 0 | 4 | 4  | 13 | -9 |

## Classifica marcatori
6 gol
- Seoane.

4 gol
- Lagarto e Nilo.

2 gol
- Friedenreich;
- Rivas.

1 gol
- Cerrotti, Irurieta, Garasini, Sánchez e Tarasconi;
- Filó;
- Fleitas Solich e Fretes.

## Arbitri
- Gerónimo Repossi
- Joaquim Antônio Leite de Castro
- Manuel Chaparro
- Ricardo Vallarino